# ECHL 2002/03
Die Saison 2002/03 war die 15. reguläre Saison der East Coast Hockey League (ECHL). Die 27 Teams absolvierten in der regulären Saison je 72 Begegnungen. Das punktbeste Team der regulären Saison waren die Toledo Storm, während die Atlantic City Boardwalk Bullies in den Play-offs ihren ersten Kelly Cup überhaupt gewannen.

## Teamänderungen
Folgende Änderungen wurden vor Beginn der Saison vorgenommen:
- Die Mobile Mysticks stellten den Spielbetrieb ein.
- Die New Orleans Brass stellten den Spielbetrieb ein.
- Die Macon Whoopee wurden nach Lexington, Kentucky, umgesiedelt und spielten fortan unter dem Namen Lexington Men O’War.

## Reguläre Saison

### Abschlusstabellen
Abkürzungen: GP = Spiele, W = Siege, L = Niederlagen, T = Unentschieden, OTL = Niederlage nach Overtime, GF = Erzielte Tore, GA = Gegentore, Pts = Punkte

#### Northern Conference
| Northeast Division              | GP | W  | L  | SOL | GF  | GA  | Pts |
| ------------------------------- | -- | -- | -- | --- | --- | --- | --- |
| Atlantic City Boardwalk Bullies | 72 | 41 | 19 | 12  | 268 | 224 | 94  |
| Greensboro Generals             | 72 | 42 | 21 | 9   | 235 | 211 | 93  |
| Roanoke Express                 | 72 | 42 | 24 | 6   | 265 | 239 | 90  |
| Trenton Titans                  | 72 | 38 | 24 | 10  | 229 | 207 | 86  |
| Charlotte Checkers              | 72 | 41 | 28 | 3   | 262 | 234 | 85  |
| Richmond Renegades              | 72 | 35 | 31 | 6   | 240 | 239 | 76  |
| Reading Royals                  | 72 | 32 | 35 | 5   | 261 | 303 | 69  |

| Northwest Division  | GP | W  | L  | SOL | GF  | GA  | Pts |
| ------------------- | -- | -- | -- | --- | --- | --- | --- |
| Toledo Storm        | 72 | 47 | 15 | 10  | 247 | 196 | 104 |
| Peoria Rivermen     | 72 | 48 | 17 | 7   | 241 | 181 | 103 |
| Cincinnati Cyclones | 72 | 36 | 29 | 7   | 257 | 236 | 79  |
| Lexington Men O’War | 72 | 34 | 31 | 7   | 188 | 212 | 75  |
| Johnstown Chiefs    | 72 | 28 | 33 | 11  | 214 | 243 | 67  |
| Wheeling Nailers    | 72 | 28 | 41 | 3   | 193 | 261 | 59  |
| Dayton Bombers      | 72 | 24 | 38 | 10  | 191 | 247 | 58  |

#### Southern Conference
| Southeast Division       | GP | W  | L  | SOL | GF  | GA  | Pts |
| ------------------------ | -- | -- | -- | --- | --- | --- | --- |
| Columbia Inferno         | 72 | 47 | 23 | 2   | 265 | 202 | 96  |
| South Carolina Stingrays | 72 | 42 | 22 | 8   | 248 | 225 | 92  |
| Pee Dee Pride            | 72 | 40 | 26 | 6   | 244 | 213 | 86  |
| Florida Everblades       | 72 | 35 | 23 | 14  | 239 | 243 | 84  |
| Greenville Grrrowl       | 72 | 28 | 36 | 8   | 217 | 262 | 64  |
| Augusta Lynx             | 72 | 27 | 39 | 6   | 203 | 256 | 60  |
| Columbus Cottonmouths    | 72 | 25 | 39 | 8   | 197 | 270 | 58  |

| Southwest Division     | GP | W  | L  | SOL | GF  | GA  | Pts |
| ---------------------- | -- | -- | -- | --- | --- | --- | --- |
| Mississippi Sea Wolves | 72 | 44 | 24 | 4   | 250 | 211 | 92  |
| Louisiana IceGators    | 72 | 40 | 20 | 12  | 249 | 210 | 92  |
| Arkansas RiverBlades   | 72 | 37 | 24 | 11  | 238 | 236 | 85  |
| Jackson Bandits        | 72 | 38 | 26 | 8   | 210 | 195 | 84  |
| Pensacola Ice Pilots   | 72 | 33 | 30 | 9   | 228 | 241 | 75  |
| Baton Rouge Kingfish   | 72 | 20 | 43 | 9   | 184 | 266 | 49  |

## Kelly-Cup-Playoffs

### Qualifikation der Southern Conference
- (SE4) Florida Everblades – (SE5) Greenville Grrrowl 0:1
- (SW4) Jackson Bandits – (SW5) Pensacola Ice Pilots 0:1

### Turnierplan
|  | Erste Runde | Erste Runde                     | Erste Runde            |                        |                                 | Zweite Runde | Zweite Runde | Zweite Runde |  |  | Dritte Runde | Dritte Runde | Dritte Runde |  |  | Kelly-Cup-Finale | Kelly-Cup-Finale | Kelly-Cup-Finale |
|  |             |                                 |                        |                        |                                 |              |              |              |  |  |              |              |              |  |  |                  |                  |                  |
|  | NE1         | Atlantic City Boardwalk Bullies | 3                      |                        |                                 |              |              |              |  |  |              |              |              |  |  |                  |                  |                  |
|  | NE4         | Trenton Titans                  | 0                      |                        |                                 |              |              |              |  |  |              |              |              |  |  |                  |                  |                  |
|  | NE4         | Trenton Titans                  | 0                      | NE1                    | Atlantic City Boardwalk Bullies | 3            |              |              |  |  |              |              |              |  |  |                  |                  |                  |
|  |             |                                 |                        | NE1                    | Atlantic City Boardwalk Bullies | 3            |              |              |  |  |              |              |              |  |  |                  |                  |                  |
|  |             |                                 | NE2                    | Greensboro Generals    | 1                               |              |              |              |  |  |              |              |              |  |  |                  |                  |                  |
|  | NE2         | Greensboro Generals             | NE2                    | Greensboro Generals    | 1                               | 3            |              |              |  |  |              |              |              |  |  |                  |                  |                  |
|  | NE2         | Greensboro Generals             |                        |                        |                                 | 3            |              |              |  |  |              |              |              |  |  |                  |                  |                  |
|  | NE3         | Roanoke Express                 | 1                      |                        |                                 |              |              |              |  |  |              |              |              |  |  |                  |                  |                  |
|  | NE3         | Roanoke Express                 | 1                      | NE1                    | Atlantic City Boardwalk Bullies | 4            |              |              |  |  |              |              |              |  |  |                  |                  |                  |
|  |             |                                 |                        | NE1                    | Atlantic City Boardwalk Bullies | 4            |              |              |  |  |              |              |              |  |  |                  |                  |                  |
|  |             | NW3                             | Cincinnati Cyclones    | 3                      |                                 |              |              |              |  |  |              |              |              |  |  |                  |                  |                  |
|  | NW2         | NW3                             | Cincinnati Cyclones    | 3                      | Peoria Rivermen                 | 1            |              |              |  |  |              |              |              |  |  |                  |                  |                  |
|  | NW2         |                                 |                        |                        | Peoria Rivermen                 | 1            |              |              |  |  |              |              |              |  |  |                  |                  |                  |
|  | NW3         | Cincinnati Cyclones             | 3                      |                        |                                 |              |              |              |  |  |              |              |              |  |  |                  |                  |                  |
|  | NW3         | Cincinnati Cyclones             | 3                      | NW1                    | Toledo Storm                    | 1            |              |              |  |  |              |              |              |  |  |                  |                  |                  |
|  |             |                                 |                        | NW1                    | Toledo Storm                    | 1            |              |              |  |  |              |              |              |  |  |                  |                  |                  |
|  |             |                                 | NW3                    | Cincinnati Cyclones    | 3                               |              |              |              |  |  |              |              |              |  |  |                  |                  |                  |
|  | NW1         | Toledo Storm                    | NW3                    | Cincinnati Cyclones    | 3                               | 3            |              |              |  |  |              |              |              |  |  |                  |                  |                  |
|  | NW1         | Toledo Storm                    |                        |                        |                                 |              |              |              |  |  |              |              |              |  |  |                  |                  |                  |
|  | NW4         | Lexington Men O’War             | 0                      |                        |                                 |              |              |              |  |  |              |              |              |  |  |                  |                  |                  |
|  | NW4         | Lexington Men O’War             | 0                      | NE1                    | Atlantic City Boardwalk Bullies | 4            |              |              |  |  |              |              |              |  |  |                  |                  |                  |
|  |             |                                 |                        |                        |                                 |              |              |              |  |  |              |              |              |  |  |                  |                  |                  |
|  |             | SE1                             | Columbia Inferno       | 1                      |                                 |              |              |              |  |  |              |              |              |  |  |                  |                  |                  |
|  | SE1         | SE1                             | Columbia Inferno       | 1                      | Columbia Inferno                | 3            |              |              |  |  |              |              |              |  |  |                  |                  |                  |
|  | SE1         |                                 |                        |                        | Columbia Inferno                | 3            |              |              |  |  |              |              |              |  |  |                  |                  |                  |
|  | SE5         | Greenville Grrrowl              | 0                      |                        |                                 |              |              |              |  |  |              |              |              |  |  |                  |                  |                  |
|  | SE5         | Greenville Grrrowl              | 0                      | SE1                    | Columbia Inferno                | 3            |              |              |  |  |              |              |              |  |  |                  |                  |                  |
|  |             |                                 |                        | SE1                    | Columbia Inferno                | 3            |              |              |  |  |              |              |              |  |  |                  |                  |                  |
|  |             |                                 | SE3                    | Pee Dee Pride          | 0                               |              |              |              |  |  |              |              |              |  |  |                  |                  |                  |
|  | SE2         | South Carolina Stingrays        | SE3                    | Pee Dee Pride          | 0                               | 1            |              |              |  |  |              |              |              |  |  |                  |                  |                  |
|  | SE2         | South Carolina Stingrays        |                        |                        |                                 | 1            |              |              |  |  |              |              |              |  |  |                  |                  |                  |
|  | SE3         | Pee Dee Pride                   | 3                      |                        |                                 |              |              |              |  |  |              |              |              |  |  |                  |                  |                  |
|  | SE3         | Pee Dee Pride                   | 3                      | SE1                    | Columbia Inferno                | 4            |              |              |  |  |              |              |              |  |  |                  |                  |                  |
|  |             |                                 |                        | SE1                    | Columbia Inferno                | 4            |              |              |  |  |              |              |              |  |  |                  |                  |                  |
|  |             | SW1                             | Mississippi Sea Wolves | 2                      |                                 |              |              |              |  |  |              |              |              |  |  |                  |                  |                  |
|  | SW2         | SW1                             | Mississippi Sea Wolves | 2                      | Louisiana IceGators             | 3            |              |              |  |  |              |              |              |  |  |                  |                  |                  |
|  | SW2         |                                 |                        |                        |                                 |              |              |              |  |  |              |              |              |  |  |                  |                  |                  |
|  | SW3         | Arkansas RiverBlades            | 0                      |                        |                                 |              |              |              |  |  |              |              |              |  |  |                  |                  |                  |
|  | SW3         | Arkansas RiverBlades            | 0                      | SW2                    | Louisiana IceGators             | 0            |              |              |  |  |              |              |              |  |  |                  |                  |                  |
|  |             |                                 |                        | SW2                    | Louisiana IceGators             | 0            |              |              |  |  |              |              |              |  |  |                  |                  |                  |
|  |             |                                 | SW1                    | Mississippi Sea Wolves | 3                               |              |              |              |  |  |              |              |              |  |  |                  |                  |                  |
|  | SW1         | Mississippi Sea Wolves          | SW1                    | Mississippi Sea Wolves | 3                               | 3            |              |              |  |  |              |              |              |  |  |                  |                  |                  |
|  | SW1         | Mississippi Sea Wolves          |                        |                        |                                 |              |              |              |  |  |              |              |              |  |  |                  |                  |                  |
|  | SW5         | Pensacola Ice Pilots            | 0                      |                        |                                 |              |              |              |  |  |              |              |              |  |  |                  |                  |                  |

### Kelly-Cup-Sieger
| Kelly-Cup-Sieger Atlantic City Boardwalk Bullies | Jean-François Caudron, Steve Cheredaryk, Kevin Colley, Luke Curtin, Kirk Furey, Jade Galbraith, Jerry Galway, Jim Henkel, Mark Loeding, Shawn Maltby, Scott Matzka, Peter Metcalf, Jake Moreland, Ryan Mougenel, Steve Munn, Mike Nicholishen, Dave Reid, Stefan Rivard, Paul Spadafora, Scott Stirling, Joe Talbot, Ian Walterson, Matthew Yeats Cheftrainer: Mike Haviland Assistenztrainer: Matt Thomas |

## Vergebene Trophäen
| Auszeichnung                                                                   | Spieler                         | Team                            |
| ------------------------------------------------------------------------------ | ------------------------------- | ------------------------------- |
| John Brophy Award Bester Trainer                                               | Claude Noël                     | Toledo Storm                    |
| ECHL Most Valuable Player Bester Spieler der regulären Saison                  | Buddy Smith                     | Arkansas RiverBlades            |
| Kelly Cup Playoffs Most Valuable Player Bester Spieler der Playoffs            | Kevin Colley                    | Atlantic City Boardwalk Bullies |
| ECHL Rookie of the Year Bester Rookie der regulären Saison                     | Jason Jaffray                   | Roanoke Express                 |
| ECHL Goaltender of the Year Bester Torwart der regulären Saison                | Alfie Michaud                   | Peoria Rivermen                 |
| ECHL Defenseman of the Year Bester Verteidiger der regulären Saison            | Jim Baxter                      | Mississippi Sea Wolves          |
| ECHL Leading Scorer Bester Scorer der regulären Saison                         | Buddy Smith                     | Arkansas RiverBlades            |
| ECHL Plus Performer Award Spieler mit der besten Plus/Minus-Bilanz             | Dennis Vial Mike Glumac         | Columbia Inferno Pee Dee Pride  |
| ECHL Sportsmanship Award Hoher sportlicher Standard und vorbildliches Benehmen | Rejean Stringer                 | Columbia Inferno                |
| Kelly Cup Gewinner der ECHL-Playoffs                                           | Atlantic City Boardwalk Bullies | Atlantic City Boardwalk Bullies |
| Henry Brabham Cup Bestes Team der regulären Saison                             | Toledo Storm                    | Toledo Storm                    |
| E. A. „Bud“ Gingher Memorial Trophy Bestes Team der Northern Conference        | Atlantic City Boardwalk Bullies | Atlantic City Boardwalk Bullies |
| Bruce Taylor Trophy Bestes Team der Southern Conference                        | Columbia Inferno                | Columbia Inferno                |